# Tribunale Amministrativo Regionale
Il Tribunale Amministrativo Regionale (in sigla TAR) è un organo di giurisdizione amministrativa in Italia.
Il TAR è competente a giudicare sui ricorsi, proposti contro atti amministrativi, da soggetti che si ritengano lesi (in maniera non conforme all'ordinamento giuridico) in un proprio interesse legittimo. Si tratta di giudici amministrativi di primo grado, le cui sentenze sono appellabili dinanzi al Consiglio di Stato. Per il medesimo motivo, è l'unico tipo di magistratura speciale a prevedere solo due gradi di giudizio.

## Storia
L'istituzione di organi di giustizia amministrativa di primo grado a circoscrizione regionale è prevista dalla costituzione (art. 125), ma è stata realizzata soltanto con la legge 6 dicembre 1971 n. 1034, dopo il venir meno della giurisdizione delle giunte provinciali amministrative (organi previsti dalla legge 20 marzo 1865, n. 2248 che avevano competenza, in alcune materie, nei confronti di atti di comuni, province e altri enti a dimensione locale), dichiarata incostituzionale per difetto di una composizione idonea ad assicurare quell'indipendenza che la Costituzione considera esigenza imprescindibile per ogni tipo di giudice.
La legge del 1971, peraltro, non si è limitata a colmare il vuoto creatosi nell'ordinamento per effetto di tale dichiarazione di incostituzionalità, costituendo organi giurisdizionali a competenza limitata in relazione agli enti e alle materie, ma ha introdotto il doppio grado nella giurisdizione amministrativa. Su ogni atto di qualunque pubblica amministrazione (ivi compresa quella statale), giudica ora in prima istanza il TAR (Tribunale Amministrativo Regionale), mentre il Consiglio di Stato (che fino alla istituzione dei tribunali regionali giudicava normalmente in unica istanza) è chiamato a pronunciarsi solo in appello.

## Organizzazione
I TAR sono venti, con circoscrizione corrispondente al territorio della relativa regione, e hanno sede nel capoluogo regionale. In alcune regioni quali Lombardia, Emilia-Romagna, Lazio, Abruzzo, Campania, Puglia, Calabria, Sicilia esistono sezioni distaccate. Nel Lazio sono anche istituite tre sezioni in Roma, con competenze di particolare rilievo. In Trentino-Alto Adige è istituito il Tribunale regionale di giustizia amministrativa (TRGA), con una "sezione autonoma" – del tutto indipendente – a Bolzano.
A ciascun TAR sono assegnati un presidente e non meno di cinque magistrati amministrativi, denominati, a seconda dell'anzianità di servizio, "referendari", "primi referendari", "consiglieri". Le decisioni sono assunte con l'intervento di tre giudici.
Attualmente le seguenti città italiane sono sede di TAR:
| Regione               | Città           |
| --------------------- | --------------- |
| Abruzzo               | L'Aquila        |
| Abruzzo               | Pescara         |
| Basilicata            | Potenza         |
| Calabria              | Catanzaro       |
| Calabria              | Reggio Calabria |
| Campania              | Napoli          |
| Campania              | Salerno         |
| Emilia-Romagna        | Bologna         |
| Emilia-Romagna        | Parma           |
| Friuli-Venezia Giulia | Trieste         |
| Lazio                 | Roma            |
| Lazio                 | Latina          |
| Liguria               | Genova          |
| Lombardia             | Milano          |
| Lombardia             | Brescia         |
| Marche                | Ancona          |
| Molise                | Campobasso      |
| Piemonte              | Torino          |
| Puglia                | Bari            |
| Puglia                | Lecce           |
| Sardegna              | Cagliari        |
| Sicilia               | Palermo         |
| Sicilia               | Catania         |
| Toscana               | Firenze         |
| Trentino-Alto Adige   | Trento          |
| Trentino-Alto Adige   | Bolzano         |
| Umbria                | Perugia         |
| Valle d'Aosta         | Aosta           |
| Veneto                | Venezia         |

## Competenza
La sfera di competenza di ciascun TAR comprende i ricorsi volti contro atti di enti o di organi la cui sfera di azione si svolga esclusivamente nell'ambito regionale (per esempio di comuni, province, e regione; o di prefetti o altri organi periferici dello stato), nonché i ricorsi che attengano ad atti di organi centrali dello Stato e di enti pubblici ultraregionali, purché gli effetti dell'atto siano territorialmente limitati alla circoscrizione del TAR. Per gli atti i cui effetti non siano circoscritti in questo modo, è competente, ove si tratti di atti emanati da enti ultraregionali, il TAR della regione in cui ha sede l'ente stesso.
Il TAR del Lazio è inoltre competente per le controversie relative ad atti provenienti da una amministrazione statale avente competenza ultraregionale (eccezion fatta per gli atti delle Autorità amministrative indipendenti aventi sedi in regioni diverse, per i quali la competenza spetta invece al TAR della regione ove le stesse hanno sede).

## Giurisdizione
In generale, la giurisdizione dei TAR concerne la legittimità (cioè la conformità o meno a regole giuridiche) di atti lesivi di interessi legittimi, ma in casi eccezionali attiene anche al merito (vale a dire a valutazioni di opportunità dell'azione amministrativa). In alcune materie (la più importante è costituita dal pubblico impiego, esclusivamente per il personale in regime di diritto pubblico di cui ai commi 1, 1bis e 1 ter dell'art. 3 del D. Lgs. 30 marzo 2001, n. 165) tale giurisdizione, oltre che agli interessi legittimi (posizioni dei singoli, tutelate dall'ordinamento in quanto coincidenti con un interesse pubblico generale), si estende ai diritti soggettivi (posizioni garantite in modo diretto nei confronti di altri soggetti, sui quali incombe un obbligo volto ad assicurare in via immediata il godimento del diritto stesso), la cui cognizione è normalmente sottratta al giudice amministrativo e riservata al giudice ordinario (tribunale, ecc.).
Con l'art. 68 del decreto legislativo 3 febbraio 1993, n. 29, come modificato dall'art. 18 del D.Lgs. 29 ottobre 1998, n. 387, la materia del pubblico impiego è stata sottratta alla cognizione del giudice amministrativo e devoluta a quella del giudice ordinario, fatta eccezione per le controversie in materia di procedure concorsuali, nonché, in sede di giurisdizione esclusiva, per quelle concernenti talune categorie, cosiddette non contrattualizzate, tra le quali rientrano i magistrati, i militari, le forze di polizia, i prefetti, i diplomatici e i docenti universitari.

## Procedimento di ricorso
La proposizione del ricorso non sospende gli effetti del provvedimento (così che l'amministrazione potrà portare a esecuzione, anche coattivamente, le pretese che ne derivino: per esempio, procedere all'occupazione di un bene immobile o a eseguire direttamente, a spese dell'interessato, prestazioni ordinate a quest'ultimo); tuttavia, qualora l'esecuzione sia idonea a causare danni gravi e irrecuperabili (ossia non risarcibili), il TAR, su istanza del ricorrente, può disporre sollecitamente la sospensione.
La legge n. 1034 del 6 dicembre 1971, istitutiva degli organi della magistratura amministrativa, ha infatti introdotto importanti strumenti di giustizia quali le misure cautelari, che nel corso degli anni hanno assunto anche per l'ordinamento giuridico italiano importanza crescente rispetto alla mera impugnazione e giudizio di merito. Fra queste misure efficaci, per i suoi tempi insolitamente celeri, rientra la istanza per ottenere un'ordinanza da parte del giudice naturale (quello amministrativo) per la disapplicazione di un atto verso una singola o una pluralità di persone.
La magistratura non ha il potere di annullare un atto del Parlamento o del Governo. In attesa di concludere il procedimento amministrativo, può sospendere l'esecuzione di una norma non verso tutti, ma solo verso i ricorrenti.

Semplificando, si parla di richiesta di sospensiva presentata insieme a una contestuale "domanda" per la declaratoria di nullità avverso un atto amministrativo di qualsiasi genere. 
A essi appartengono a tutti gli effetti anche i decreti di un ministero, laddove per la Costituzione italiana i singoli dicasteri rappresentano "il vertice" della rispettiva pubblica amministrazione.

### Termini
Il termine previsto per il ricorso è alquanto breve: il soggetto leso in un proprio interesse legittimo deve notificare il ricorso all'autorità che ha emanato il provvedimento entro sessanta giorni (ma esistono termini più brevi per i riti speciali) dalla data in cui il provvedimento stesso gli è stato comunicato o, comunque, ne ha avuto conoscenza. Il ricorso deve essere notificato, nello stesso termine, ad almeno un controinteressato (cioè a un soggetto che potrebbe subire un pregiudizio dall'accoglimento del ricorso: ad esempio il vincitore di un concorso pubblico di cui si chiede l'annullamento).

### Differenze
Esiste, al di fuori del contenzioso giurisdizionale, il diverso diritto a presentare il ricorso amministrativo per ottenere una declaratoria di nullità dell'atto illegittimo: in questo caso ci si rivolge alla stessa verticale gerarchica dell'organo amministrativo che ha emanato l'atto, spesso con lo strumento del ricorso collettivo, beneficiando in questo modo di tempi e costi ridotti drasticamente.

## Decisione
Con la propria decisione il TAR, ove ritenga fondato il ricorso, annulla il provvedimento impugnato, e l'autorità amministrativa dovrà uniformarsi ai criteri in essa fissati; le sentenze del TAR sono immediatamente esecutive e acquistano valore di cosa giudicata: il caso concreto deciso non può essere dedotto in altro giudizio, ove, entro sessanta giorni dalla notificazione della decisione, non sia stato proposto appello. Le decisioni e le ordinanze dei TAR possono essere appellate davanti al Consiglio di Stato.
Quelle del TAR Sicilia, invece, davanti al Consiglio di giustizia amministrativa per la Regione Siciliana (un organo, previsto dalla Statuto siciliano, che agisce come una sezione staccata del Consiglio di Stato).

## Riferimenti normativi
- Legge 21 luglio 2000, n. 205 - Disposizioni in materia di giustizia amministrativa
- Decreto legislativo 2 luglio 2010, n. 104 - Attuazione dell'articolo 44 della legge 18 giugno 2009, n. 69, recante delega al governo per il riordino del processo amministrativo